# Опалесценція

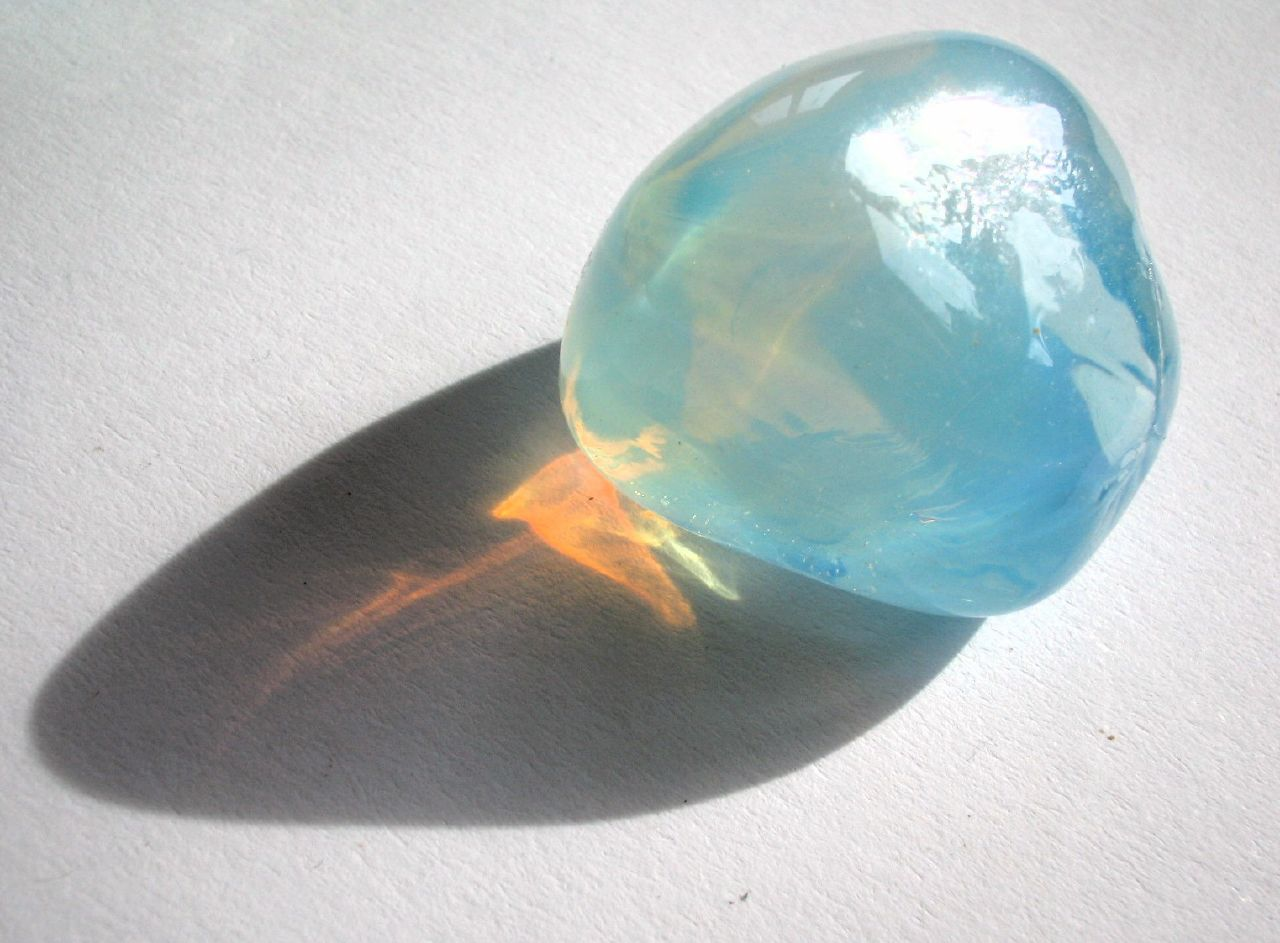

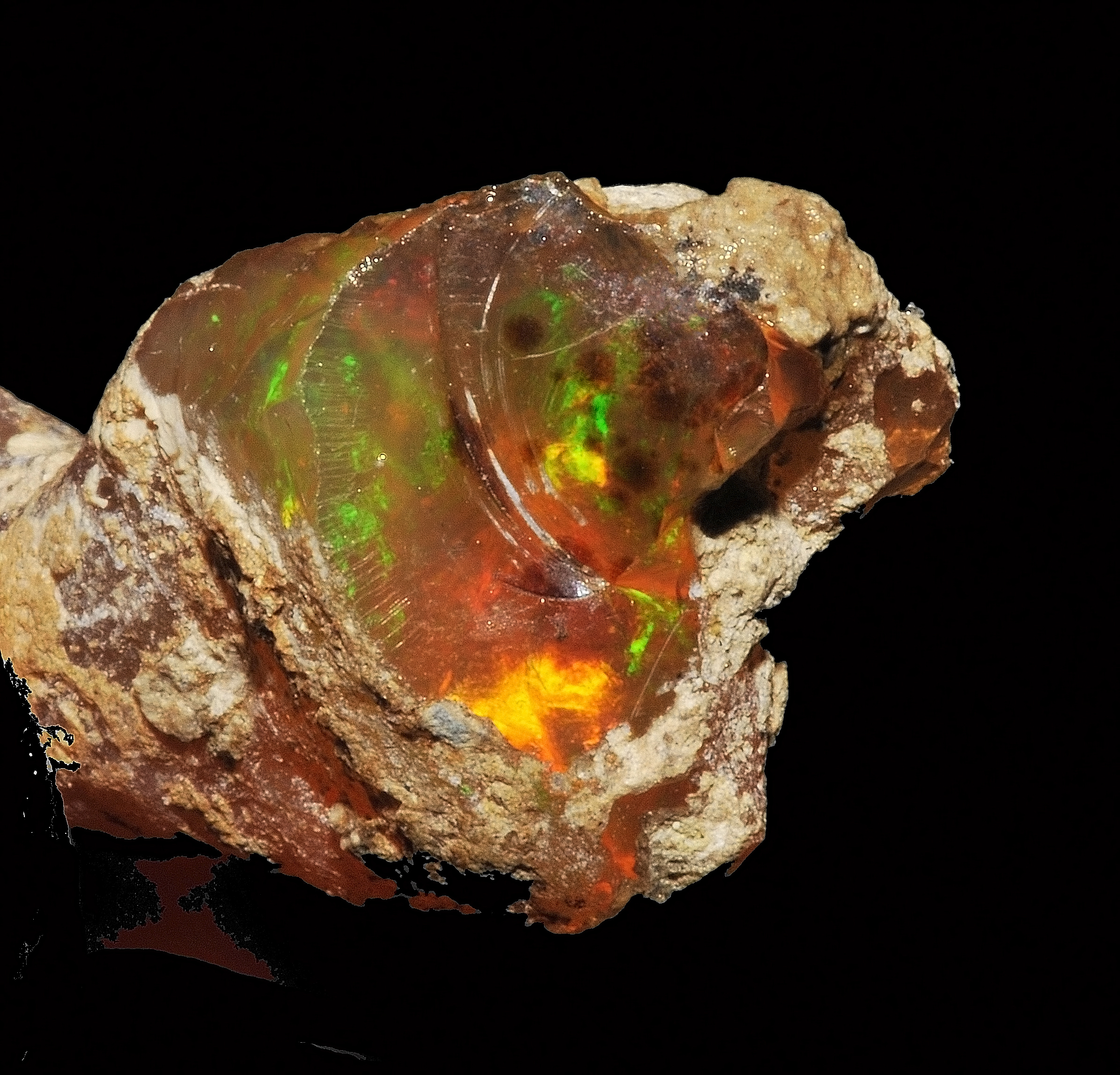

Опалесценція (англ. opalescence, нім. Opaleszenz f) — фізичне явище розсіяння світла каламутними розчинами (здебільшого колоїдів) з утворенням різних його відтінків (як у опалу).
Показник заломлення частинок дисперсної фази опалесціюючих колоїдів суттєво відрізняється від показника заломлення дисперсійного середовища. Розсіяне світло поширюється у всіх напрямках, причому його інтенсивність у різних напрямках неоднакова і залежить від співвідношення між розмірами розсіюючих частинок та довжиною світлової хвилі, а також від різниці показників заломлення частинок і середовища. Найінтенсивніша опалесценція спостерігається у тих випадках, коли лінійні розміри частинок не перевищують 0,1 довжини світлової хвилі. В оптично однорідних системах в умовах фазових переходів спостерігається так звана критична опалесценція на довготривалих флуктуаціях густини чи концентрації.